# Édson França
Édson França (São Paulo, 8 de agosto de 1930 — São Paulo, 25 de fevereiro de 2003) foi um ator brasileiro.
Teve dois filhos com a atriz Nívea Maria, com quem foi casado. E no seu segundo casamento com Ana Maria Menezes teve duas filhas.
França já era considerado um grande ator quando interpretou o personagem Lucas, na telenovela Cavalo de Aço, exibida pela Rede Globo, em 1973.

## Carreira

### Na televisão
- 1999 - ô Coitado
- 1997 - O Desafio de Elias (Minissérie) - Rede Record
- 1983 - Pecado de Amor
- 1982 - Música ao Longe - Paulo Madrigal
- 1982 - Seu Quequé - Dr. Viana (médico)
- 1982 - O Pátio das Donzelas
- 1981 - O Resto É Silêncio - Aristides
- 1981 - Floradas na Serra - Gustavo
- 1981 - Partidas Dobradas
- 1981 - O Fiel e a Pedra
- 1981 - Vento do Mar Aberto - Boaventura
- 1979 - Cara a Cara - Tarquínio
- 1976 - O Casarão - Eugênio Galvão
- 1975 - O Grito - Otávio
- 1974 - O Rebu - Delegado Xavier
- 1974 - Fogo Sobre Terra - Nilo Gato
- 1973 - Cavalo de Aço - Lucas
- 1972 - O Bofe - Bianco
- 1969 - Dez Vidas - Alvarenga Peixoto
- 1969 - A Menina do Veleiro Azul - Marcelo
- 1968 - A Muralha - Manuel
- 1968 - O Direito dos Filhos
- 1968 - Os Diabólicos - Edmundo
- 1967 - Anastácia, a Mulher Sem Destino - Fábio
- 1966 - Redenção
- 1965 - A Deusa Vencida - Fernando
- 1965 - A Indomável - Petrúccio

### No cinema
- 1987 - Luzia Homem
- 1984 - Elite Devassa
- 1975 - O Esquadrão da Morte
- 1975 - As Deliciosas Traições do Amor
- 1975 - Ana, a Libertina
- 1973 - Obsessão
- 1972 - Independência ou Morte
- 1957 - O Anjo Assassino
- 1957 - Absolutamente Certo